# Davik
Davik är en gård i Ludgo socken i Nyköpings kommun.
Davik som under medeltiden kallades Ludgoviken var ursprungligen en del av den nu försvunna kyrkbyn Ludgo. Namnet förekommer första gången 1365 som "Lundgudhawi" och "in Ludgudhawi" i samband med att kung Albrekt besökte kungsgården där; i dag det som är Trollesund. Den utgörs under 1500-talet av tre mantal kronojord och en utjord som räknades till prästgården. De flesta av gårdarna lades senare under Trollesund, det som blev kvar lades till prästgården i Ludgo. Under 1900-talet omvandlades Davik till en modern mjölkgård. Inriktningen mot boskapsskötsel har dock fått till följd att de gamla hagmarkerna ned mot Davikshagen har fortsatt att brukas på ett snarlikt sätt ända sedan medeltiden.